# رود گزرود
 رود گزرود یک رود در حوضه آبریز دریاچه نمک در استان البرز ایران است که از البرز سرچشمه می‌گیرد. این رود در ارتفاع ۱۸۱۰ متری واقع شده است.